# 简·巴克曼
简·巴克曼（英語：Jane Barkman，1951年9月20日—），美国女子游泳运动员。她曾代表美国参加1968年和1972年夏季奥林匹克运动会游泳比赛，获得二枚金牌和一枚铜牌。